# Вальдштейны

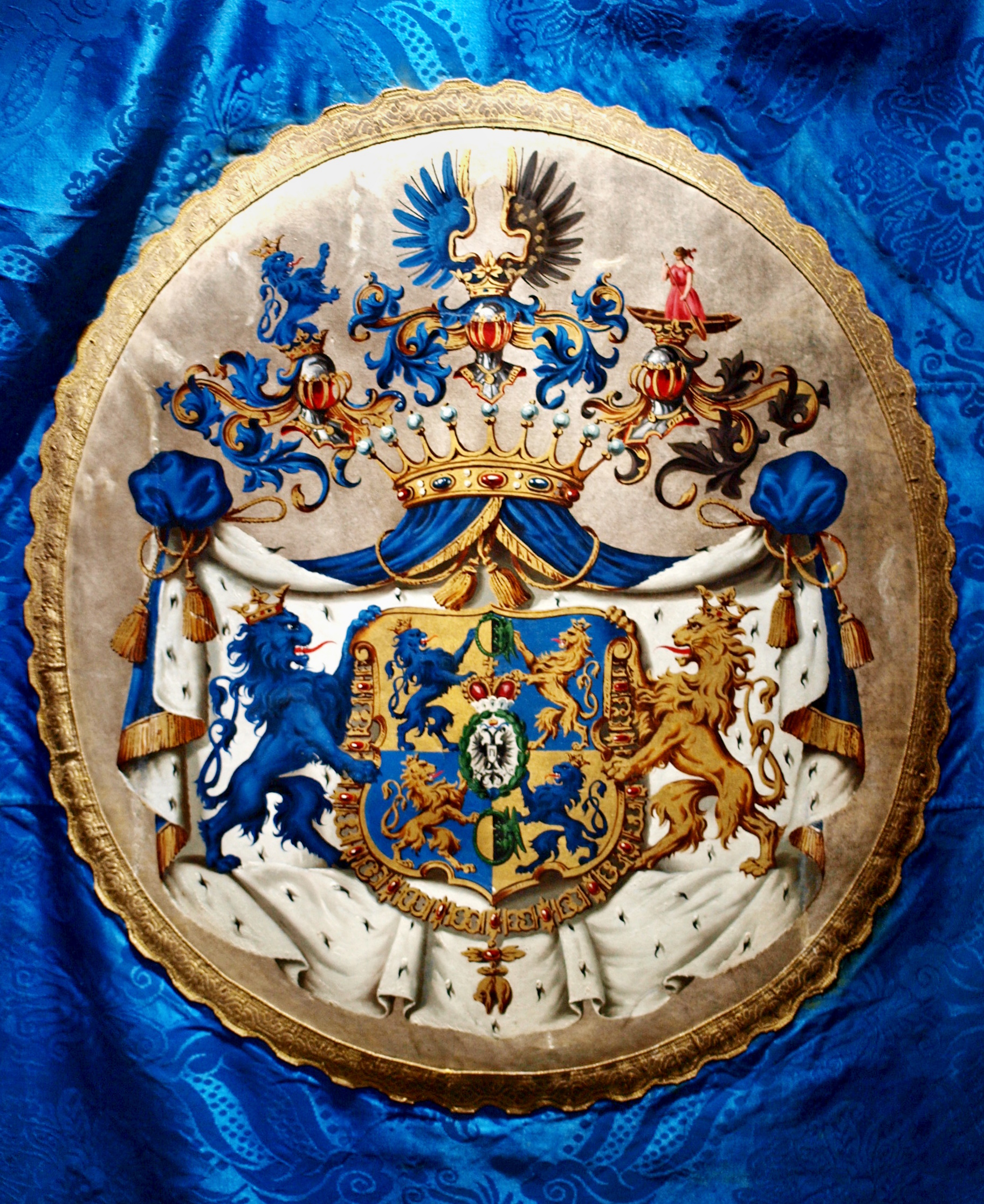

Вальдштайны (чеш. Valdštejnové, нем. Waldstein) — один из знатнейших родов Богемии, утверждённый в начале XVII века в графском Священной Римской империи достоинстве и с 1654 года до наполеоновской медиатизации имевший место и голос в Швабской коллегии имперских графов. Самый известный представитель рода — генералиссимус Альбрехт фон Валленштайн (1583—1634), герцог Фридландский и Мекленбургский, князь Саганский.

Наряду с несколькими другими вельможными родами, включая Вартенберков, Вальдштайны ведут своё происхождение от Маркварта, бывшего в половине XII века королевским камергером. Первым фамилию Вальдштайн по названию замка в 3 км от Турнова принял Зденек (1248—1278), состоявший при Пржемысле Оттокаре в прибалтийском крестовом походе. Ядром родовых вотчин в Средние века служил город Млада-Болеслав и его окрестности. 

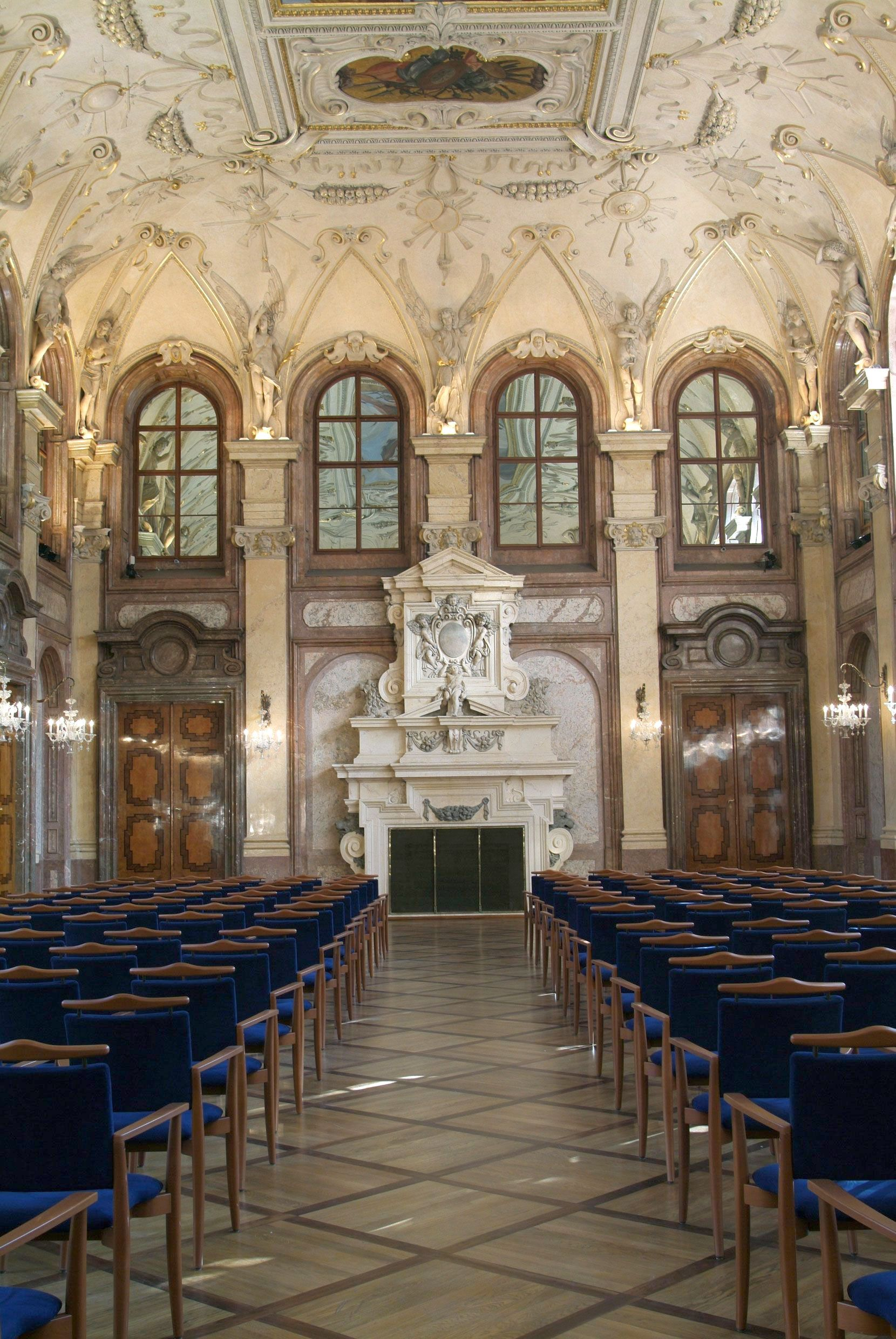
Интерьер Валленштайнского дворца в Праге

Вальдштайны сильно поднялись в значении в XVI веке. Большинство членов рода во время Реформации примкнули к протестантам. Те же, кто остался верен католической вере, стали писаться на немецкий лад Валленштайнами. Знаменитый генералиссимус сосредоточил в своих руках обширные владения в Центральной Европе, но не успел ими распорядиться, а прямых наследников у него не было. Продолжателем рода оказался его двоюродный брат, один из потомков которого состоял на службе в России, где женился на сестре Румянцева-Задунайского. Их дочь была за графом И. А. Апраксиным.
В XVI—XVII веках существовало шесть основных ветвей рода Валленштайнов с резиденциями в Бртнице, Добровице, Духцове, Детенице, Ломнице и Степанице. Старшей ветвью была и остаётся мюнхенграцская. Представители её проживают в Вене и требуют возвращения им национализированных в ЧССР поместий. Из этой ветви происходил, между прочим, пражский архиепископ Ян Бедржих Вальдштайн (1644—1694). Его племянник Карл Эрнст (1661—1713), австрийский посланник в Испании, в разгар Войны за испанское наследство возвращался домой на португальском корабле, который был перехвачен французами. Графа продержали в Венсенском замке целый год, пока император не выменял его на маршала Виллеруа.
Духцовская ветвь наиболее примечательна четырьмя бездетными братьями, жившими в эпоху наполеоновских войн. Старшим был Йозеф Карл фон Вальдштайн (1755—1814), покровитель Казановы, который написал свои мемуары у него в Духцовском замке, где после Кульмского сражения останавливался и русский государь. Брат его Фердинанд Эрнст — покровитель Бетховена, посвятившего ему Вальдштайновскую сонату. Третий брат, Франц Адам, — мальтийский рыцарь, прославленный путешественник и ботаник; его имя носит род растений семейства Розовые. Четвёртый брат — окняженный аббат Секау в Штирии.

Резиденции Вальдштайнов
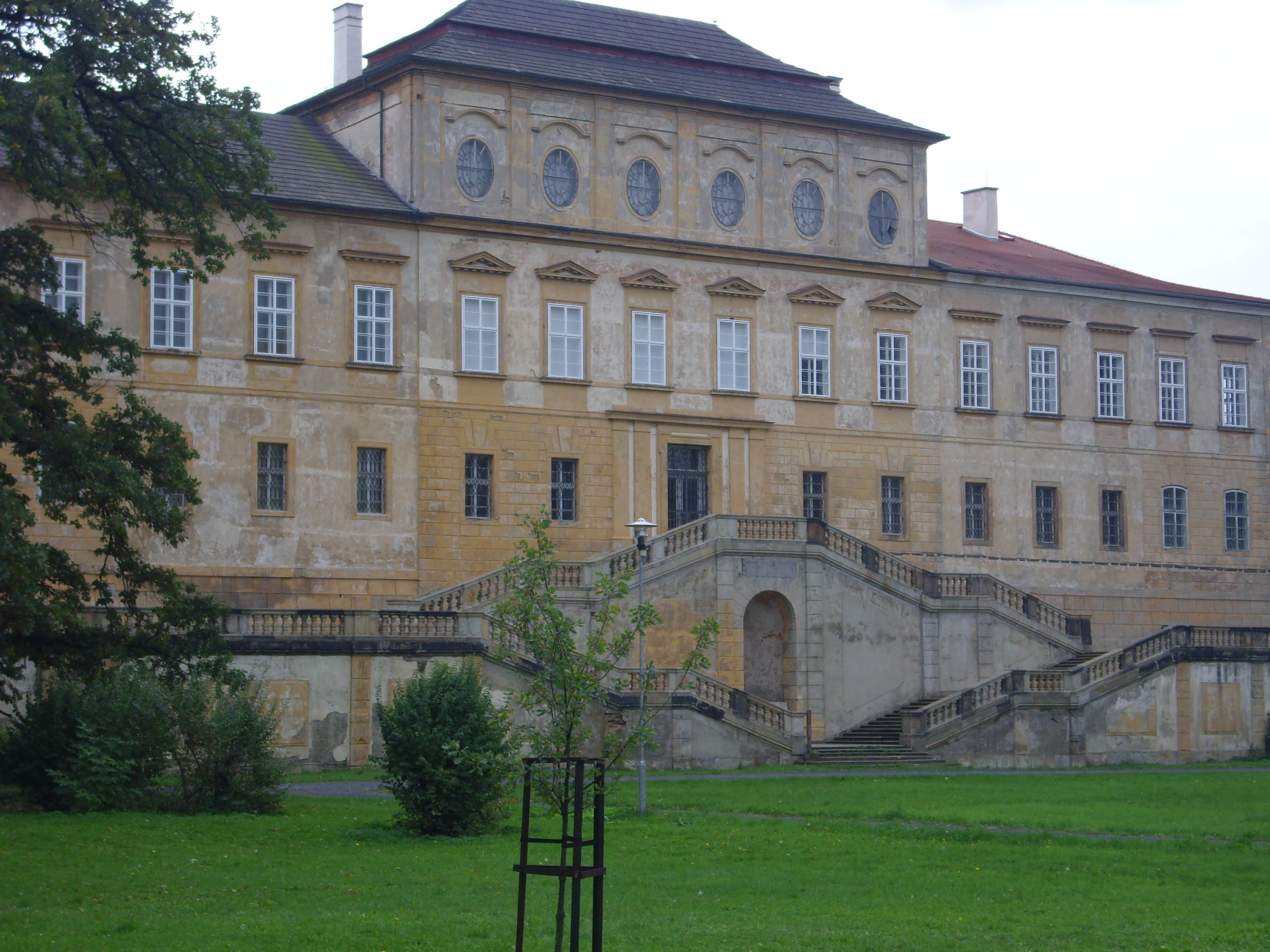
Духцовский замок, где умер Казанова
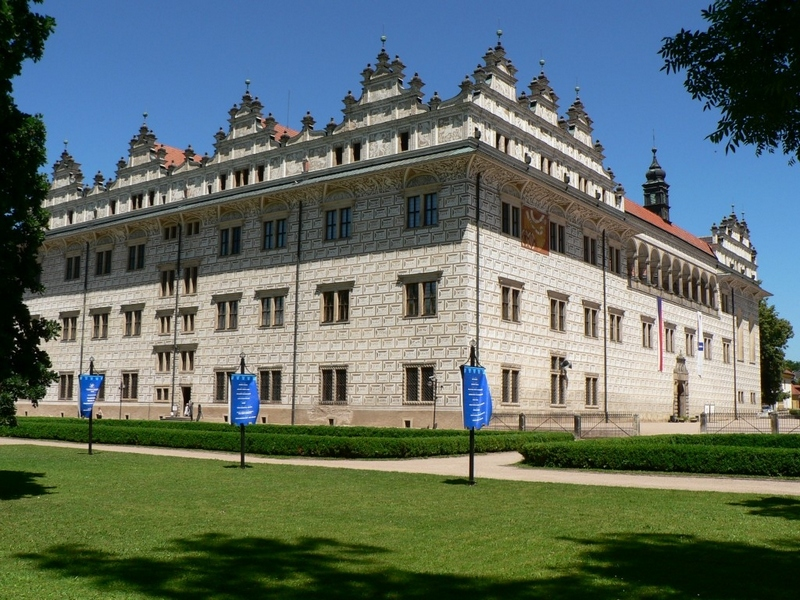
Литомишльский замок — памятник Всемирного наследия
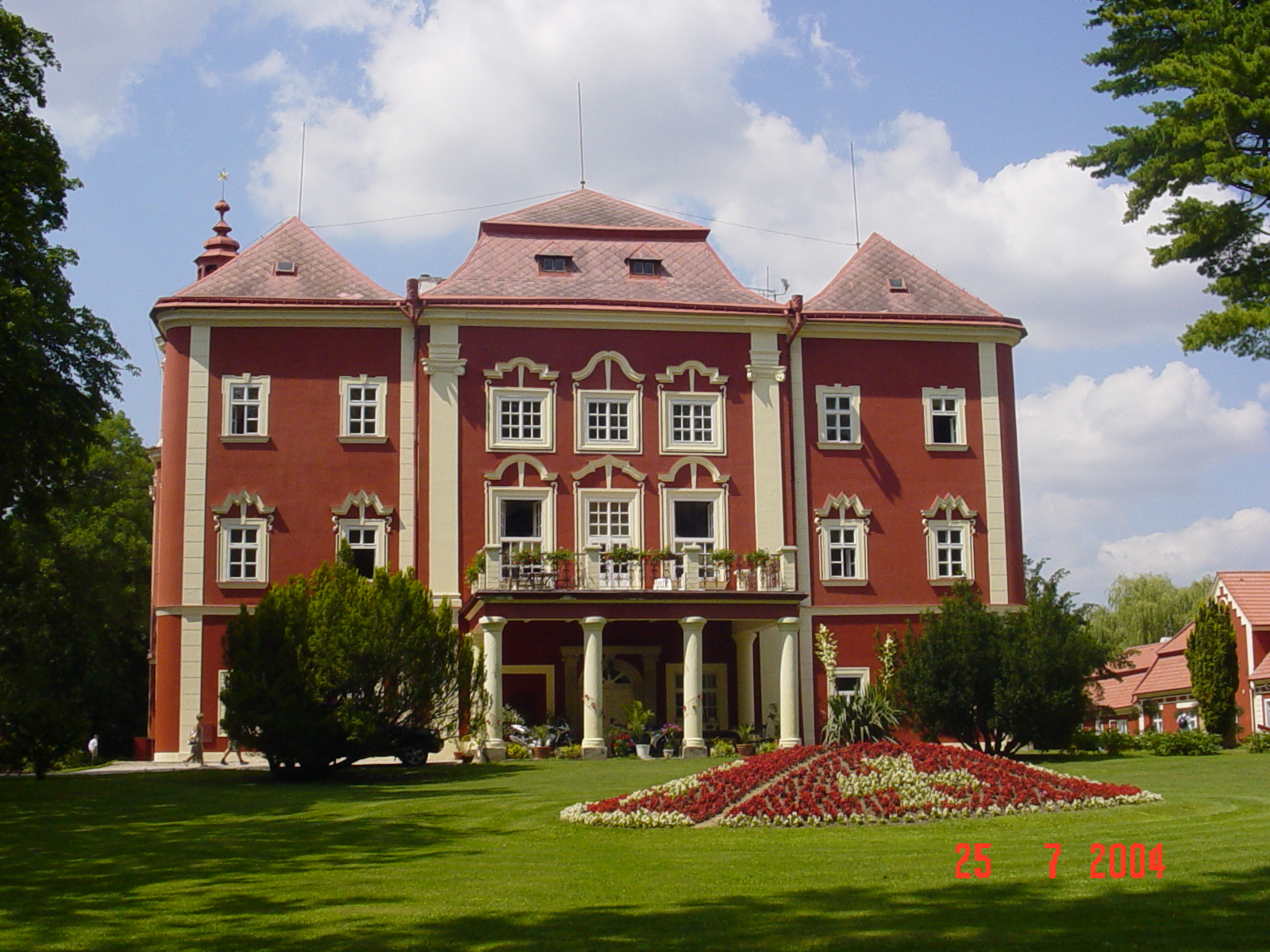
Замок Детенице
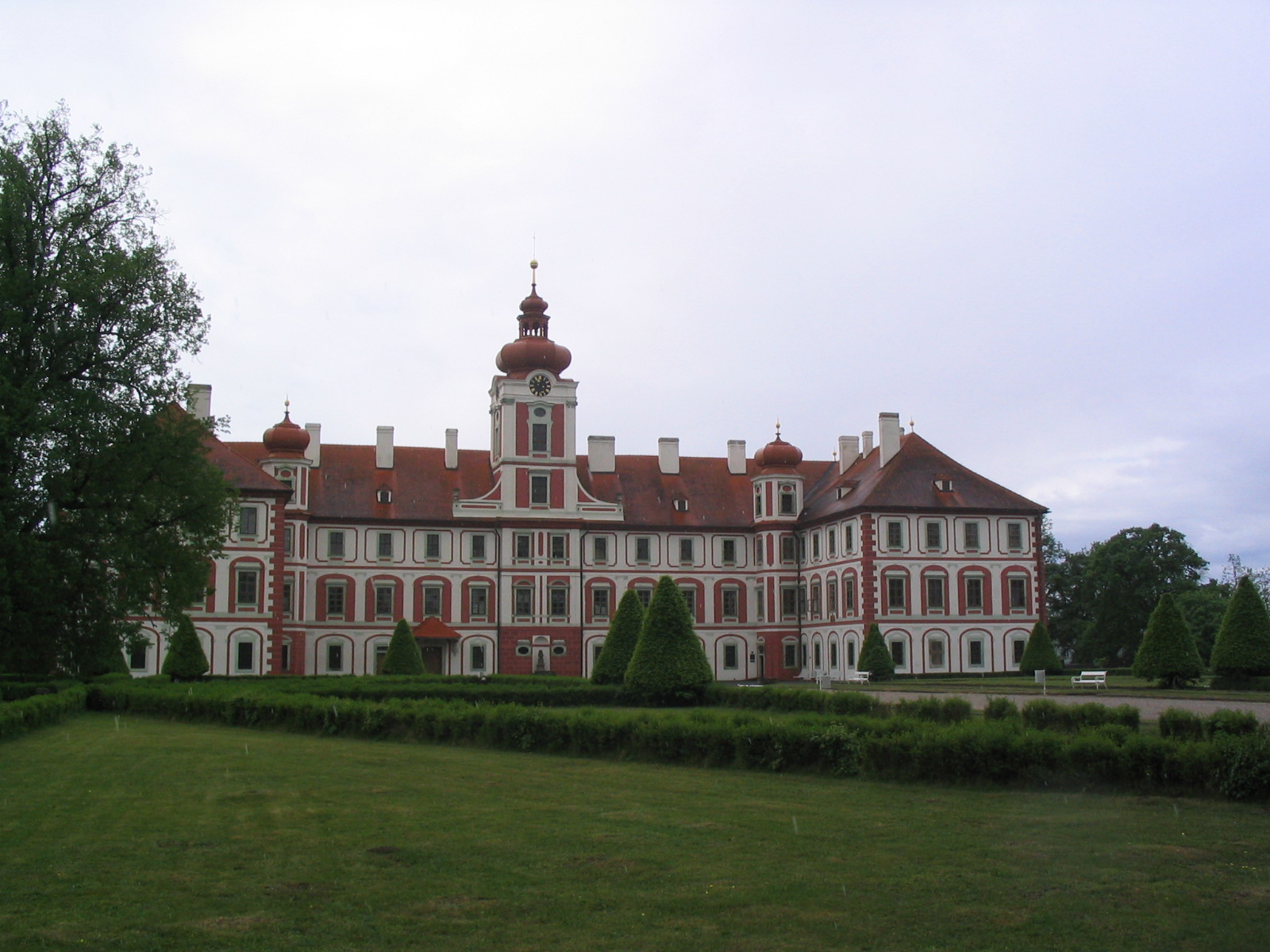
Мюнхенграцкая резиденция
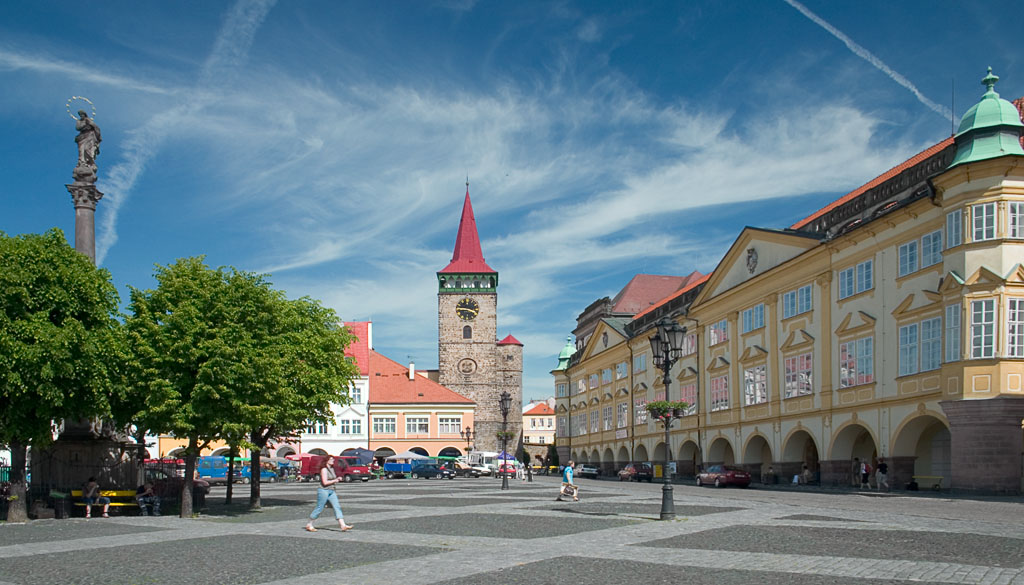
Дворец Валленштайна в Йичине